# Alcarraza
Alcarraza ist eine kleine unbewohnte Insel von Puerto Rico im Karibischen Meer.

## Geographie
Die Insel ist felsig, etwa 200 m lang und bis zu 100 m breit. Sie ist, abgesehen von der winzigen, knapp 1,2 km nördlich vorgelagerten Felsinsel Cayo Botijuela, die nordwestlichste Insel der östlichsten puerto-ricanischen Gemeinde Culebra.